# Echinophallus lauterbachii
Echinophallus lauterbachii är en svampart som först beskrevs av Henn., och fick sitt nu gällande namn av Henn. 1898. Echinophallus lauterbachii ingår i släktet Echinophallus och familjen stinksvampar.   Inga underarter finns listade i Catalogue of Life.